# Janusz Marszałkowski
Janusz Jerzy Marszałkowski (ur. 13 kwietnia 1952) – polski samorządowiec, nauczyciel i urzędnik, w latach 1990–1993 prezydent Sieradza.

## Życiorys
Pracował jako nauczyciel przedmiotów ekonomicznych i zawodowych w Zespole Szkół nr 2 w Sieradzu. Od 19 czerwca 1990 do 18 maja 1993 do 6 lipca 1994 zajmował stanowisko prezydenta Sieradza, zastąpił go Romuald Koliński. W późniejszych latach pracował w delegaturze łódzkiego Urzędu Wojewódzkiego w Sieradzu jako starszy inspektor. Został założycielem działającego tam związku zawodowego.